# Pilea thymoidea
Pilea thymoidea är en nässelväxtart som beskrevs av Winkler. Pilea thymoidea ingår i släktet pileor, och familjen nässelväxter. Inga underarter finns listade i Catalogue of Life.